# Motta Visconti
Motta Visconti é uma comuna italiana da região da Lombardia, província de Milão, com cerca de 6.070 habitantes. Estende-se por uma área de 9 km², tendo uma densidade populacional de 674 hab/km². Faz fronteira com Vigevano (PV), Casorate Primo (PV), Besate, Trovo (PV), Bereguardo (PV).

## Demografia
| Variação demográfica do município entre 1861 e 2011                               |
|                                                                                   |
| Fonte: Istituto Nazionale di Statistica (ISTAT) - Elaboração gráfica da Wikipedia |